# آنتونی پلیسیر
آنتونی پلیسیر (انگلیسی: Anthony Pelissier؛ ۲۷ ژوئیه ۱۹۱۲ – ۲ آوریل ۱۹۸۸) یک فیلم‌نامه‌نویس و کارگردان اهل بریتانیا بود.
وی کارگران فیلم ملاقات آقای لوسیفر و فیلم‌نامه‌نویس فیلم کاملاً غریبه بوده است.